# 反キリスト

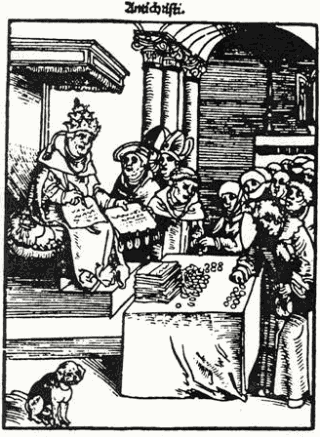
反キリスト ルーカス・クラナッハ 画 1521年　ルーテル教会のクラナッハは、教皇冠をかぶる反キリスト、ローマ教皇の姿を描いた。

反キリスト（はんキリスト、Antichrist）は、イエス・キリストに偽装して、イエスの教えに背く者、人を惑わす者の名称。聖書では新約聖書のヨハネの手紙一（2:18、2:22、4:3）、ヨハネの手紙二（1:7）に記述されている。ヨハネの手紙2章22節においては、イエスがキリストであることを否定する者を反キリストであるとしている。キリスト教の終末論においては、真実に対極し、神から出ているものではない悪魔の具現化であると解釈され、最後の審判の際に苦しみが与えられるとされ、救いは決して得られないとされる。

## 歴史上の用例
- 10世紀から12世紀までの西欧の写本（特に黙示録の写本挿絵）に、多くの場合人間と同様の姿で描かれた「反キリスト」の図像の登場例が複数存在する[1]。
- 神聖ローマ皇帝フリードリヒ2世は、キリスト教徒とイスラム教徒が共存していたシチリア王国に育ち、そのため宗教上の偏見とは無縁であった。そのためカトリックとは距離を置いた政策をとり、武力を背景としつつも行使はせずに交渉によって聖地奪回を実現し、第6回十字軍を成功させた。しかし「イスラムを殺戮しなかった」ことの方が重要視されてその領国に教皇軍の侵攻を受け、生涯反キリストと呼ばれ続けた。
- プロテスタントでは、宗教改革の先駆者ジョン・ウィクリフ、宗教改革者マルティン・ルター、ジャン・カルヴァンも、ローマ教皇を反キリストだと見なした。ウェストミンスター信仰告白は、イエス・キリストを教会の頭と告白し、その地位を僭称するローマ教皇を反キリスト、不法の人、滅びの子だと言った。
- 17世紀にロシアで古儀式派の分離が起こると、古儀式派信徒は、ツァーリとモスクワ総主教を反キリストとみなした。特に西欧化政策を掲げ古儀式派に熾烈な弾圧を加えたピョートル1世はその典型とされ、憎悪の対象となった。[2]
- 19世紀のドイツの哲学者フリードリヒ・ニーチェは、1889年に『反キリスト者』という題名の著作を書き、キリスト教の教義を批判している。ただし、ニーチェはキリスト教を批判したのであり、イエス・キリストその人自体を批判したわけではない。

## 他宗教での相当概念
ダッジャールは、イスラム教での偽救世主、偽預言者である。
ダッジャールについての言及はコーランには無く、ハディース（預言者ムハンマドの言行録）にあり、それらによるとダッジャールは、
- 右目が潰れて、左目のみが明いている。
- 肌は赤く、髪は黒く、額にクフルもしくはカーフィルと書かれている。
- 地上に現れると「我こそはお前達の主」と言い、40日間地上を支配するが、その1日は1年にも1ヶ月にも感じられる。
- 人々に偽の繁栄を齎し、信じさせる。

とされる。